# História do Botswana
O Batswana, um termo também usado para denotar todos os cidadãos do Botswana, refere-se ao principal grupo étnico do país (chamado de Tswana na África Austral). Antes do contato europeu, os Batswana viviam como pastores e agricultores sob o domínio tribal.

## Antes da chegada dos europeus
Os povos de línguas coissãs vivem no Botsuana há muitos milhares de anos. O sítio de Tsodilo Hills no noroeste do Botsuana, por exemplo, foi aparentemente continuamente habitado de 17.000 a.C. a cerca de 1650 d.C.
Em outubro de 2019, os pesquisadores relataram que o Botsuana foi o berço de todos os seres humanos modernos há cerca de 200.000 a 300.000 anos. Em algum momento entre 200 e 500 d.C., as pessoas de língua Bantu que viviam na área de Catanga (hoje parte da RDC e Zâmbia) atravessaram o rio Limpopo, entrando na área hoje conhecida como África do Sul como parte da expansão banta.
Houve 2 grandes ondas de imigração para a África do Sul; Nguni e Sotho-Tswana. Os primeiros se estabeleceram nas regiões costeiras orientais, enquanto os últimos se estabeleceram principalmente na área conhecida hoje como Highveld, o grande e relativamente alto planalto central da África do Sul.
Em 1000 d.C., a colonização banta da metade oriental da África do Sul estava concluída (mas não o Cabo Ocidental e o Cabo Norte, que se acredita ter sido habitado pelo povo Coissãs até a colonização holandesa). A sociedade de línguas bantas era altamente uma sociedade feudal descentralizada organizada com base em kraals (um clã ampliado), liderada por um chefe, que devia uma lealdade muito nebulosa ao chefe da nação. De acordo com a "Breve História do Botsuana" online de Neil Parsons:
"Por volta de 1095, o sudeste do Botsuana viu o surgimento de uma nova cultura, caracterizada por um local na colina de Moritshane, perto de Gabane, cuja cerâmica misturava o antigo estilo ocidental com novas influências da Idade do Ferro derivadas do Transvaal oriental (cultura de Lydenburg). A cultura Moritsane é historicamente associada com as chefias Khalagari (Kgalagadi), o grupo dialetal mais ocidental de falantes Sotos (ou Sutos), cuja proeza foi na criação de gado e caça, em vez de na agricultura."

“No centro-leste do Botsuana, a área dentro de 80 ou 100 quilômetros de Serowe (mas a oeste da linha ferroviária) viu uma próspera cultura agrícola, dominada por governantes que viviam na colina Toutswe, entre cerca de 600-700 d.C. e 1200-1300 d.C.. A prosperidade do estado foi baseada no pastoreio de gado, com grandes currais na cidade capital e em dezenas de pequenas aldeias no topo das colinas. (Antigos currais de gado e ovelhas/ cabras são hoje revelados pela grama característica crescendo sobre eles.) O povo Toutswe também caçava para oeste no Calaári e negociava para leste com o Limpopo. Conchas da costa leste, usadas como moeda comercial, já estavam sendo negociadas até o oeste de Tsodilo por 700 d.C.."

“O estado de Toutswe parece ter sido conquistado por seu vizinho do estado de Mapungubwe, centrado em uma colina na confluência Limpopo-Shashe, entre 1200 d.C. e 1300 d.C.. Mapungubwe vinha se desenvolvendo desde cerca de 1050 d.C por causa de seu controle do comércio de ouro precoce descendo o Shashe, que foi passado para venda aos comerciantes marítimos no Oceano Índico. O local da cidade de Toutswe foi abandonado, mas os novos governantes mantiveram outros assentamentos - notavelmente Bosutswe, uma cidade no topo da colina no oeste, que fornecia ao estado produtos de caça, capturados por caçadores khoeanos e com gado Coissãs dado em comércio ou tributo do rio Boteti. Mas o triunfo de Mapungubwe foi de curta duração, pois foi substituído pelo novo estado do Grande Zimbábue, ao norte do rio Limpopo, que floresceu no controle do comércio de ouro dos séculos XIII ao XV. Não se sabe até onde o poder do Grande Zimbábue se estendeu. Certamente seu estado sucessor, o estado de Butua baseado em Kame perto de Bulawayo no oeste do Zimbábue a partir de cerca de 1450 em diante, controlava o comércio de sal e cães de caça do Salar de Macadicadi oriental, em torno do qual construiu postos de comando murados de pedra."

## Protetorado de Bechuanalândia
No final do século XIX, as hostilidades eclodiram entre os habitantes Shona do Botsuana e as tribos Ndebele que estavam migrando para o território do deserto de Calaári.  As tensões também aumentaram com os colonos bôeres do Transvaal. Para bloquear o expansionismo bôer e alemão, o governo britânico em 31 de março de 1885 colocou "Bechuanalândia" sob sua proteção. O território do norte permaneceu sob administração direta como o Protetorado de Bechuanalândia e é hoje o Botsuana, enquanto o território do sul se tornou a Bechuanalândia britânica, que dez anos mais tarde se tornou parte da Colônia do Cabo e agora faz parte da província noroeste da África do Sul; a maioria das pessoas de língua tsuana hoje vivem na África do Sul. A Terra das Concessões Tati, anteriormente parte do reino de Matabele, foi administrada a partir do Protetorado de Bechuanalândia após 1893, ao qual foi formalmente anexada em 1911.
Para salvaguardar a integridade do Protetorado contra as ameaças percebidas da Companhia Britânica da África do Sul e da Rodésia do Sul, os três líderes Batswana Khama III, Bathoen I e Sebele I viajaram para Londres em 1895 para pedir garantias a Joseph Chamberlain e à Rainha Vitória.
Quando a União Sul-Africana foi formada em 1910 a partir das principais colônias britânicas na região, o Protetorado da Bechuanalândia (agora Botsuana), Basutoland (agora Lesoto) e Suazilândia (agora Eswatini) (os "Territórios da Alta Comissão") não foram incluídos, mas foram tomadas providências para sua incorporação posterior. No entanto, um compromisso vago foi dado para consultar seus habitantes, e embora sucessivos governos sul-africanos procurassem transferir os territórios, a Grã-Bretanha continuou adiando, e isso nunca ocorreu. A eleição do governo do Partido Nacional em 1948, que instituiu o apartheid, e a retirada da África do Sul da Commonwealth em 1961, acabou com qualquer perspectiva de incorporação dos territórios na África do Sul.
Uma expansão da autoridade central britânica e a evolução do governo tribal resultaram no estabelecimento de dois conselhos consultivos em 1920 representando africanos e europeus. Proclamações em 1934 regularizaram o domínio e os poderes tribais. Um conselho consultivo europeu-africano foi formado em 1951, e a constituição de 1961 estabeleceu um conselho legislativo consultivo.
Após a entrada britânica na Segunda Guerra Mundial, a decisão foi tomada para atrair recrutas dos Territórios da Alta Comissão (HTC) da Suazilândia, Basutoland e Bechuanalândia. Os cidadãos negros da HTC foram recrutados para a unidade de trabalho do Corpo de Pioneiros Auxiliares Africanos (AAPC) devido à oposição africânder às unidades negras armadas. A mobilização para a AAPC foi lançada no final de julho de 1941 e, em outubro, 18 mil pessoas chegaram ao Oriente Médio. A AAPC realizou uma ampla gama de trabalhos manuais, fornecendo apoio logístico para o esforço de guerra aliado durante as campanhas norte-africanas, dodecanesas e italianas. Durante a campanha italiana alguns AAPC aliviaram as unidades de artilharia de campo britânicas de seu dever.

## Independência da Botswana
Em junho de 1966, a Grã-Bretanha aceitou propostas de autogoverno democrático no Botsuana. A sede do governo foi transferida de Mafeking, na África do Sul, para Gaborone em 1965. A constituição de 1965 levou às primeiras eleições gerais e à independência em 30 de setembro de 1966. Seretse Khama, um líder no movimento de independência e o legítimo requerente da chefia Ngwato, foi eleito como o primeiro presidente, reeleito duas vezes, e morreu no cargo em 1980. A presidência passou para o vice-presidente em exercício, Ketumile Masire, que foi eleito em 1984 e reeleito em 1989 e 1994. Masire se aposentou em 1998. A presidência passou para o vice-presidente em exercício, Festus Mogae, que foi eleito em 1999 e reeleito em 2004. Em abril de 2008, Excelência, o ex-Presidente Tenente-General Seretse Khama Ian Khama (Ian Khama), filho de Seretse Khama, o primeiro presidente, sucedeu à presidência quando Festus Mogae se aposentou. Em 1 de abril de 2018, Mokgweetsi Eric Keabetswe Masisi foi empossado como o 5º presidente do Botswana sucedendo Ian Khama. Ele representa o Partido Democrático do Botsuana, que também ganhou uma maioria em todas as eleições parlamentares desde a independência. Todos os presidentes anteriores também representaram o mesmo partido.